# Зеленка, Ладислав
Ладислав Зеленка (чеш. Ladislav Zelenka, в России Владислав Иосифович Зеленка; 11 марта 1881, Модржаны, ныне в составе Праги — 2 июля 1957, Прага) — чешский виолончелист.
Начал учиться игре на скрипке под руководством Яна Ондржичека, затем окончил по классу виолончели Пражскую консерваторию как ученик Гануша Вигана и его ассистента Яна Буриана. Совершенствовал своё мастерство во Франкфурте-на-Майне у Хуго Беккера.
В 1904—1911 гг. жил и работал в Одессе. Играл в оркестре городского театра, преподавал в музыкальных классах Одесского отделения Императорского Русского музыкального общества, уже после отъезда Зеленки преобразованных в Одесскую консерваторию. Наибольшее признание получил как ансамблист, участник струнного квартета Одесского отделения ИРМО под руководством сперва Александра Фидельмана, а затем Ярослава Коциана.
По возвращении в Чехию в 1914 году присоединился к Чешскому квартету, заменив в его составе своего учителя Вигана, и выступал в этом коллективе до его роспуска в 1934 году. После этого в 1936—1945 гг. играл в составе Чешского трио с пианистом Яном Гержманом и скрипачом Станиславом Новаком.
С 1922 года профессор камерного ансамбля в Пражской консерватории, с 1928 г. вёл класс виолончели. С 1936 г. директор Школы мастеров Пражской консерватории, после Второй мировой войны стал первым директором Академии исполнительских искусств в Праге. Среди его учеников Иван Вечтомов и его сын Саша Вечтомов, Карел Православ Садло.